# LibreOffice Calc
LibreOffice Calc je opensourcový, multiplatformní a mnohojazyčný tabulkový procesor z balíku LibreOffice. Vznikl jako fork OpenOffice.org Calcu, když se projekt LibreOffice odtrhl i s většinou komunity od původního projektu OpenOffice.org. Jako první verze vyšla verze 3.3.
LibreOffice Calc podporuje mnoho tabulkových formátů od méně obvyklých až po například formáty svého největšího konkurenta, MS Excel (.xls, .xlsx). Jako nativní formát používá Open Document Format ve verzi 1.2 Extended.
K roku 2019 podporoval LibreOffice 115 jazyků, kterými hovořilo 4,69 mld. lidí, což bylo mezi kancelářskými balíky prvenství jak v počtu jazyků, tak v počtu mluvčích.